# برايان واشنطن
برايان واشنطن (بالإنجليزية: Brian Washington)‏ هو لاعب كرة قدم أمريكية أمريكي، ولد في 10 سبتمبر 1965 في ريتشموند في الولايات المتحدة.

## وصلات خارجية
- برايان واشنطن على موقع مرجع كرة القدم المحترفة.كوم (الإنجليزية)